# Martonoš, Banatul de Nord
Martonoš (maghiară Martonos) este o localitate în Districtul Banatul de Nord, Voivodina, Serbia.

## Populație
- 1961: 3.400
- 1971: 2.996
- 1981: 2.737
- 1991: 2.423

1. ↑  , Republicki geodetski zavod[*] http://web.archive.org/web/20160530172604/http://www.rgz.gov.rs/upload/web/Spisak%20KO-20150521.zip, arhivat din original la 30 mai 2016 Lipsește sau este vid: |title= (ajutor)